# Wagneria
Wagneria is een geslacht van vliegen (Brachycera) uit de familie van de sluipvliegen (Tachinidae). De wetenschappelijke naam van het geslacht is voor het eerst geldig gepubliceerd in 1830 door Jean-Baptiste Robineau-Desvoidy, samen met die van de soort Wagneria gagatea.

## Soorten
De volgende soorten zijn bij het geslacht ingedeeld:
- W. albifrons Kugler, 1977
- W. alpina Villeneuve, 1910
- W. cornuta Curran, 1928
- W. costata (Fallen, 1815)
- W. cunctans (Meigen, 1824)
- W. depressa
- W. dilatata
- W. discreta Herting, 1971
- W. gagatea Robineau-Desvoidy, 1830
- W. heterocera (Robineau-Desvoidy, 1863)
- W. lacrimans (Camillo Róndani, 1861)
- W. luperinae
- W. major Curran, 1928
- W. micronychia Mesnil, 1974
- W. micropyga
- W. ocellaris Reinhard, 1955
- W. pacata Reinhard, 1955
- W. palpalis
- W. theodori
- W. vernata West, 1925